# Anna Timofeeva
Pour les articles homonymes, voir Timofeïev.
Anna Timofeeva est une joueuse russe de water-polo née le 18 juillet 1987. Elle a remporté avec l'équipe de Russie la médaille de bronze du tournoi féminin aux Jeux olympiques d'été de 2016 à Rio de Janeiro.